# Centroclisis odiosa
Centroclisis odiosa is een insect uit de familie van de mierenleeuwen (Myrmeleontidae), die tot de orde netvleugeligen (Neuroptera) behoort. 
Centroclisis odiosa is voor het eerst wetenschappelijk beschreven door Navás in 1932.